# Dictyochophyceae
Classe
Les Dictyochophyceae sont une classe d’algues de l’embranchement des Ochrophyta.

## Liste des ordres
Selon AlgaeBase (15 jan. 2022) :
- ordre des Cladotestales Tsumura
- ordre des Dictyochales Haeckel
- ordre des Florenciellales Eikrem, Edvardsen & Throndsen
- ordre des Pedinellales Zimmermann, Moestrup & Hällfors
- ordre des Rhizochromulinales C.J.O'Kelly & D.E.Wujek
- ordre Dictyochophyceae incertae sedis ; 10 genres
  - Bukryella, Cannopilus, Corbisema, Crassicorbisema, Distephanopsis, Eunaviculopsis, Paracannopilus, Phyllodictyocha, Pseudorocella et Variramus

Selon Paleobiology Database (12 août 2017) :
- ordre des Dictyochales

Selon World Register of Marine Species (12 août 2017) :
- sous-classe des Alophycidae
- sous-classe des Pinguiophycidae
- ordre des Dictyochales
- ordre des Dictyochophyceae incertae sedis
- ordre des Florenciellales
- ordre des Rhizochromulinales

Selon World Register of Marine Species (12 août 2017) :
- ordre des Dictyochales
- ordre des Dictyochophyceae incertae sedis
- ordre des Florenciellales
- ordre des Pedinellales
- ordre des Pinguiochrysidales
- ordre des Rhizochromulinales
- ordre des Silicoflagellata